# Thetidia maritima
Thetidia maritima là một loài bướm đêm trong họ Geometridae.